# Лоу, Эдвард (судья)
Эдвард Лоу (16 ноября 1750 — 13 декабря 1818) — британский юрист, адвокат и политический деятель, 1-й барон Элленборо.
Родился в Грейт-Салкельде, графство Камберленд, в семье местного епископа. Образование получил в Чартерхаусе и Питерхаусе, затем смог поступить в Тринити-колледж Кембриджа, где выбрал своей специализацией юриспруденцию. По окончании колледжа пять лет работал помощником адвоката, с 1780 года получил право заниматься собственной практикой.
Выступал во многих громких процессах конца XVIII века — например, в 1787 году защищал Уоррена Гастингса в Палате лордов, что стало для него первым крупным делом и началом формирования его репутации. Сначала был сторонником вигов, но, напуганный Великой Французской революцией, перешёл на сторону тори. В 1801 году, во время министерства Аддингтона, был назначен генерал-атторнеем и избран в Палату общин, где поддерживал реакционную политику министерства. В 1802 году был назначен главным судьёй королевской скамьи и, получив титул барона, перешёл в Палату лордов. В 1803 году представил законопроект о запрете абортов в Великобритании и Ирландии. Был судьёй на важных процессах почти до конца своей жизни, в отставку вышел лишь в ноябре 1818 года.